# Mixel Etxeberri
|  | No s'ha de confondre amb l'actor Michel Etcheverry. |

Mixel Etxeberri   (Heleta, 1 d'abril de 1948) és un cantant i expilotari baixnavarrés: amb més de vint-i-cinc disc publicats i gires habituals pel País Basc, Occitània i París, Etxeberri canta cançons d'autor i populars en basc i francés, a més de versions de son artista preferit, Luis Mariano.
Entre els compositors de les seues cançons hi ha Pierre-André Dousset o son fill Patxi ("Mon chêne à moi"), i ell n'ha escrit com "Le Sport roi" dedicada al rugbi, del qual és un apassionat.
Naixit Michel Etcheverry a la Baixa Navarra, el quart fill d'una família d'artistes i esportius, Etcheverry començà de cantar a deu anys en festes populars;
l'any 1975 guanyà, juntament amb Robert Dufourcq, el Campionat de França de trinquet amb mur a l'esquerra i plaça lliure, un rècord encara no batut;
adult, compaginava la música amb el treball a la banca i la carrera de pilotari, especialment en actuacions durant el tercer temps del rugbi, fins que el 1986 es consagrà en exclusiva a la cançó.
El 2009 actuà per primera vegada a la sala Olympia (París), en un concert especial per al qual s'organitzaren autocars,
i l'any 2012 hi tornà, acompanyat dels grups Gazteria, Izarrak, Aïroski i de xancaires lanusquets: